# Ер-Рувайшид
Ер-Рувайшид (араб. الرويشد) — місто в провінції Ель-Мафрак у Йорданії. Є найсхіднішим населеним пунктом країни. Населення за переписом 2015 року — 7 490 осіб. Ель-Карама, прикордонний пункт між Йорданією та Іраком лежить поруч із містом.

## Історія
Точна дата перших поселень в околицях Ер-Рувайшида є невідомою. Втім, наявність поруч із містом давньоримських гребель вказує на те, що ця місцевість використовувалася як зупинка для римських і візантійських армій під час пустельних походів. Відомо, що Ер-Рувейшид лежав на східних кордонах Візантійської імперії та, ймовірно, входив до складу римських васальних держав.
Ер-Рувейшид прикув до себе світову увагу у 2003 році під час Війни в Іраку, оскільки чимало журналістів використовували його як відправну точку для висвітлення воєнних дій.

## Географія
Ер-Рувайшид розташований в провінції Ель-Мафрак на висоті 683 м над рівнем моря. Місто має стратегічне значення, оскільки лежить на пустельній магістралі, що з'єднує Йорданію з Іраком на відстані близько 240 км від Амману, столиці Йорданії. В Ер-Рувайшиді також діє військовий аеропорт.
Згідно з класифікацією кліматів Кеппена, Ер-Рувайшид має спекотний пустельний клімат (BSh) із середньорічною кількістю опадів усього 82,9 мм. Близько восьми ваді сходяться на рівнинах коло міста, через що воно є другим за величиною водним басейном у північній пустелі після Ель-Азраку. Вода, що внаслідок повеней наповнює ваді взимку, частково компенсують низьку кількість опадів у цій місцевості.

## Економіка
Сільське господарство становить основу офіційної економіки міста. Через розташування Ер-Рувайшида на рівнинах, де сходяться вісім ваді, у басейні міста побудовано кілька гребль, що живляться переважно зимовими повенями. Однак, зважаючи на близькість міста до кордонів, основою тіньової економіки міста є транскордонна контрабанда.